# 'Ndrina Zagari
Gli Zagari sono una 'ndrina di Taurianova che opera anche nel Nord Italia e a Roma.
È alleata dei Viola, anch'essi di Taurianova.

## Storia

### Anni '80 e '90 - La faida di Taurianova
Il 2 luglio 1989 con l'uccisione di Rocco Neri scoppia una violenta faida tra gli Asciutto-Neri-Grimaldi e gli Zagari-Viola.
Avvengono ben 32 omicidi, muore il capobastone Rocco Zagari nel 1991 e il giorno dopo gli Zagari si vendicano uccidendo 4 rivali, di cui a uno tagliano la testa e ci giocano al tiro a segno.
Fu sedata dal nuovo organo decisionale della 'ndrangheta chiamato Provincia.
Il primo accertamento giudiziale, in ordine temporale, quindi, circa la sussistenza ed operatività a Taurianova e comuni limitrofi della cosca Viola-Fazzalari-Zagari si ha con la sentenza del procedimento “Venerdì Nero”, emessa dalla Corte di Assise di Appello di Reggio Calabria in data 10 febbraio 1999, divenuta definitiva in data 27 novembre 2002. La successiva sentenza della Corte di Assise di Palmi del 22 settembre 1999, nell’ambito del procedimento “Taurus” a carico di Francesco Abramo, invece, verteva, come detto, su una serie di omicidi e tentati omicidi susseguitisi verso la fine degli anni ’70 a Taurianova, riconducibili alla faida che insanguinò quel centro urbano fino agli anni ’90, scoppiata dopo l’omicidio di Rocco Zagari, avvenuto il 2 maggio 1991.
Secondo la ricostruzione fatta in sentenza, le organizzazioni che si sono fronteggiate aspramente sono state quelle facenti capo alle famiglie Asciutto-Neri-Grimaldi (legate al gruppo dominante sull’intera piana di Gioia Tauro delle famiglie mafiose dei Piromalli e dei Molè) e quelle facenti capo alle famiglie Avignone-Zagari-Fazzalari-Viola.
I due gruppi venivano indicati rispettivamente come “cosca Radicena” e “cosca Iatrinoli” in relazione alla denominazione del rione di provenienza all’interno del paese di Taurianova dei rispettivi accoliti. 
Nell’ambito del procedimento Taurus era emerso che:  gli Zagari prediligevano il settore tradizionale delle guardianie abusive e delle tangenti con inserimento diretto anche negli affari politici mediante rappresentanti di particolare rilievo come l’anziano Rocco Zagari ed il suo giovane genero, Marcello Viola, eletti nel consesso civico di Taurianova.

### Anni 2000 - L'arresto di Rocco Zagari
Il 30 giugno 2009 viene data la notizia che i carabinieri di Milano hanno arrestato vicino a Forlimpopoli il capobastone Rocco Zagari di Rosarno accusato di associazione mafiosa.

### Oggi - L'operazione Terramara-Closed, Happy Dog, Spes contra Spem
- Il 12 dicembre 2017 si conclude l'operazione Terramara-Closed che porta all'arresto di 44 persone e altre 4 sono coinvolte ma già in carcere presunte affiliate ai Avignone-Zagari-Fazzalari-Viola accusati di associazione mafiosa, estorsione, danneggiamenti e porto d'armi illegale, direttamente o indirettamente gestivano l'economia legale e illegale della città di Taurianova[5][6].
- Il 15 gennaio 2018 vengono sequestrati beni a presunti affiliati degli Zagari-Fazzalari-Viola e Maio-Cianci, in correlazione all'operazione Terramara-Closed[7].
- Il 21 giugno 2018 si conclude l'operazione Happy Dog che ha portato a 11 provvedimenti di custodia cautelare nei confronti di presunti esponenti degli Zagari-Viola-Fazzari per aver condizionato appalti relativi alla gestione del canile Il Parco a Taurianova e di Mister Dog a Melissa nel crotonese. Tra gli arrestati anche il rappresentante per la piana di Gioia Tauro dell'associazione "Animalisti italiani"[8][9]. Quando non riuscivano a ottenere la gestione dei canili a causa di interdittive antimafia, screditavano i gestori attraverso campagne mediatiche riuscendo a coinvolgere non solo TV locali, ma anche il programma televisivo nazionale Striscia la notizia[10].
- 5 giugno 2021: operazione Spes contra Spem dei Carabinieri contro i Zagari-Viola-Fazzalari e gli Avignone[11][12][13][14][15][16]. Eseguite 11 misure cautelari per associazione mafiosa, estorsione, possesso di armi comuni e da guerra ed altro.

## Esponenti di spicco
- Rocco Zagari, capobastone ucciso il 2 maggio 1991 durante la faida.
- Pasquale Zagari, figlio di Rocco Zagari, condannato all'ergastolo per diversi omicidi ma dichiaratosi sempre innocente per la strage del venerdì nero della faida di Taurianova; pena ridotta in 30 anni di carcere, viene liberato nel febbraio 2020 per essere riarrestato il 5 ottobre 2020 con l'accusa di estorsione[17].
- Giacomo Zagari, santista, arrestato nel 1994 e condannato a 18 anni di carcere[18].
- Antonio Zagari, figlio di Giacomo e pentito dal 1990; è autore anche del libro Ammazzare stanca.
- Rocco Zagari (1962), arrestato per la terza volta il 30 giugno 2009; avrebbe gestito il traffico di droga in Spagna e nel Nord Italia.
- Calogero Marcenò, capo-locale affiliato anche a Cosa Nostra.
- Ernesto Fazzalari, arrestato il 25 giugno 2016 dai carabinieri del Comando Provinciale di Reggio Calabria a Molochio.